# Anomoeoceros punctulatus
Anomoeoceros punctulatus är en tvåvingeart som först beskrevs av Becker 1916.  Anomoeoceros punctulatus ingår i släktet Anomoeoceros och familjen fritflugor. Inga underarter finns listade i Catalogue of Life.